# チェダー
チェダー (Cheddar) は、イングランドのサマセット州ウェルズの北西14km(9マイル)、メンディップ・ヒルズの端にあるヴィレッジで行政教区 (Civil Parish) 。行政的には、非都市ディストリクトのセッジムーアのエリア内にある。

## 概要
2002年の統計によると、人口は5,724人である。世界中で有名なチェダーチーズの発祥の地である。チェダーチーズは世界中で作られるようになったものの、現在はチェダーではたった1つの製造元しかチーズを作っていない。この町のもう1つの特産品はイチゴであり、かつてこの地の近く、ヤットンとウェルズ間を走っていたストロベリー・ライン鉄道はこれから名前を付けられている。
近くにイングランド最大の峡谷であるチェダー峡谷がある。峡谷内のチェダー洞窟で、チェダーマンと呼ばれているおよそ12,000年前の完全な人間の遺骨が発見されている。またウーキー・ホールという観光名所もある。